# Okaji no Kata
Okaji no Kata (お梶の方) (7 décembre 1578 - 17 septembre 1642) ou Dame Okaji, est une concubine de Tokugawa Ieyasu. Elle est d'une origine relativement inconnue. Elle est soit la fille adoptée d'Ōta Dōkan, fille de Tōyama Naokage, ou fille d'Edo Shigemichi. Ses autres noms sont Oha no kata (お八の方) et Okatsu no kata (お勝の方).
Beaucoup croient que Ieyasu rencontre Okaji à l'époque où il s'installe à Edo. En raison de son statut de concubine, son âge lors de leur rencontre n'est pas enregistré, mais certains historiens postulent qu'elle aurait pu être au début de son adolescence. Les deux se rencontrent à cause de son frère aîné qui atteint un statut plus élevé. Ieyasu est séduit par le charme de son esprit et en tombe rapidement amoureux. Elle est sur le point d'épouser Matsudaira Masatsuna, mais cela est annulé après qu'elle est tombée enceinte. Elle porte le dernier enfant de Ieyasu, Ichihime, une fille qui meurt à un âge très jeune.
Ieyasu passe pour avoir vraiment aimé Okaji et il existe quelques histoires qui les concernent. Il y a aussi une histoire invérifiable selon laquelle elle s'habille comme un homme et protège son mari à la bataille de Sekigahara.
Après la mort de Ieyasu en 1616, Okaji devint nonne bouddhiste sous le nom bouddhiste Eishō-in (英勝院). Elle meurt à l'âge de 63 ans. Quelques observateurs affirment que ses liens avec la famille Tokugawa ont prolongé l'héritage de sa famille jusqu'à la restauration de Meiji.